# Studzienice
Studzienice (deutsch Stüdnitz; kaschubisch Stëdzéńce) ist ein Dorf und Sitz der gleichnamigen Landgemeinde im Powiat Bytowski  (Bütower Kreis) der polnischen Woiwodschaft Pommern. 

## Geographische Lage
Das Kirchdorf liegt in Hinterpommern, etwa zehn Kilometer südöstlich der Stadt Bytów (Bütow) und 30 Kilometer östlich der Stadt Miastko (Rummelsburg), in einer bergigen Landschaft, am Nordufer des Stüdnitzer Sees. 
Die Gehöfte liegen an einem zum Seeufer abfallenden Südhang in unregelmäßiger Anordnung beidseitig der Dorfstraße, die sich zur Dorfmitte hin zu einem Platz erweitert, auf dem die evangelische Kirche steht, ein Backstein-Bau. Der Kirchplatz der römisch-katholischen Kirche liegt am östlichen Dorfausgang. Am westlichen Dorfausgang befindet sich eine Gruppe gut erhaltener Schurzholzbauten aus dem Zeitraum 1770–1900. Einige Gebäude des Dorfs haben Strohdächer.

## Geschichte

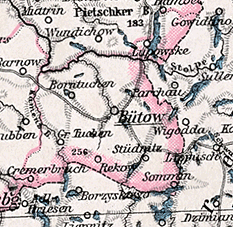
Stüdnitz, südsüdöstlich der Stadt Bütow, auf einer Landkarte von 1905

Stüdnitz, südsüdöstlich von Bütow (rechte Bildhälfte), am Nordufer eines von Südwesten nach Nordosten langgestreckten großen Sees gelegen, auf einer Landkarte von 1910.

In einer lateinischen Urkunde des Deutschen Ordens von 1335 wird das Dorf als villa Studenicz in terra Butov situ Deutscher Orden bezeichnet (Dorf Stüdnitz im Lande Bütow auf dem Deutschordensgebiet). Das Dorf war nach dem See benannt worden, an dem es liegt; in einer Urkunde von 1387 trägt dieser See den Namen stagnum Studenitz (Stüdnitz-See).
Das Dorf bestand in älterer Zeit aus zwei Wohnplätzen: Studenicz der herren, später Königlich Stüdnitz genannt, und Panen Studenicz, später Adlig Stüdnitz genannt. Zu Studenicz der herren gehörte eine Mühle. Am 25. Juni 1335 verleiht Komtur Otto dem Ugest Hamann ein Viertel des Dorfes und der Güter Stüdnitz gegen acht im Gersdorfer Bezirk gelegene Hufen. Am 10. März 1412 belehnt Heinrich von Plauen  den Bartken von Gustkow  mit dem „vollen Gut“ Stüdnitz mit dreißig Hufen zu polnischem Recht. Im Zinsregister von 1438 wurden aufgelistet: 1) Studenitcz der herren mit 30 Zinshufen, davon 25 „wüst“, und eine Mühle, 2) Panen Studenitcz und 3) Cleyne Studenitcz mit neun Hufen. 1559/60 werden für Stüdnitz angegeben: ein Schulze, sieben Bauern und neun Freie mit 22,5 Hufen. Am 16. Mai 1607 erteilt Herzog Franz von Pommern  Lehensbriefe für sieben Freie zu Stüdnitz.
Um 1784 gab es in Kgl. Stüdnitz einen Freischulzen, drei Bauern, einen Schmied, eine Gastwirtschaft, einen Lehensmann, der die Fischereirechte für den Stüdnitz-See gepachtet hatte, und insgesamt neun Haushaltungen. Zu diesem Zeitpunkt werden als Besitzer in Adlig Stüdnitz genannt: 1) Ignatius von Czirson-Stüdzienski, 2) Johann von Czirson-Stüdzienski, 3) Matthias von Kuyck-Stüdzienski, 4) Eva von Kostka-Stüdzienski, 5) Michael von Kuyck-Stüdzienski und 6) die beiden Geschwister Juliana und Mariana von Rekowski. In der Vasallentabelle von 1804 werden Eva von Kota, geb. Schipper, und die beiden preußischen militärischen Hauptleute Albrecht und Michael Kuick von Studsinski als in Stüdnitz ansässig erwähnt.
Stüdnitz mit seinen Holzbauten und Strohdächern wurde in der Vergangenheit wiederholt von Feuersbrünsten heimgesucht. Am 15. Februar 1826 brannte ein großer Teil des Dorfs mit dem Schulzenhof und 14 Gebäuden ab. Nachdem am Vormittag des 17. Januar 1937 in der katholischen Friedhofskapelle, einer Schrotholzkirche, ein Gottesdienst abgehalten worden war, brach dort ein Brand aus, dem auch drei Gehöfte in der Nachbarschaft und eine Scheune zum Opfer fielen.
1925 wurden 407 Einwohner gezählt, die auf 83 Haushaltungen verteilt waren. 1936 gab es in Stüdnitz sieben Erbhöfe.
Die 13 km² große Gemeindefläche beherbergte insgesamt drei Wohnorte:
- Forsthaus Stüdnitz
- Friedrichsburg
- Stüdnitz

Hauptwohnort war Stüdnitz. In der Gemeinde standen insgesamt 57 Wohngebäude. 
Bis 1945  bildete Stüdnitz eine Landgemeinde im Landkreis Bütow im Regierungsbezirk Köslin der preußischen Provinz Pommern Deutschen Reichs. 
Gegen Ende des Zweiten Weltkriegs  wurde Stüdnitz Anfang März 1945 von der Roten Armee  besetzt. Bald darauf wurde Stüdnitz zusammen mit ganz Hinterpommern von der Sowjetunion der Volksrepublik Polen zur Verwaltung überlassen. Danach kamen Polen in das Dorf, von denen die einheimischen Dorfbewohner aus ihren Häusern und Wohnungen gedrängt wurden. Für Stüdnitz wurde die polonisierte Ortsbezeichnung ‚Studzienice‘ eingeführt. In der Folgezeit wurden die einheimischen Dorfbewohner von der polnischen Administration aus Stüdnitz vertrieben.

### Kirche

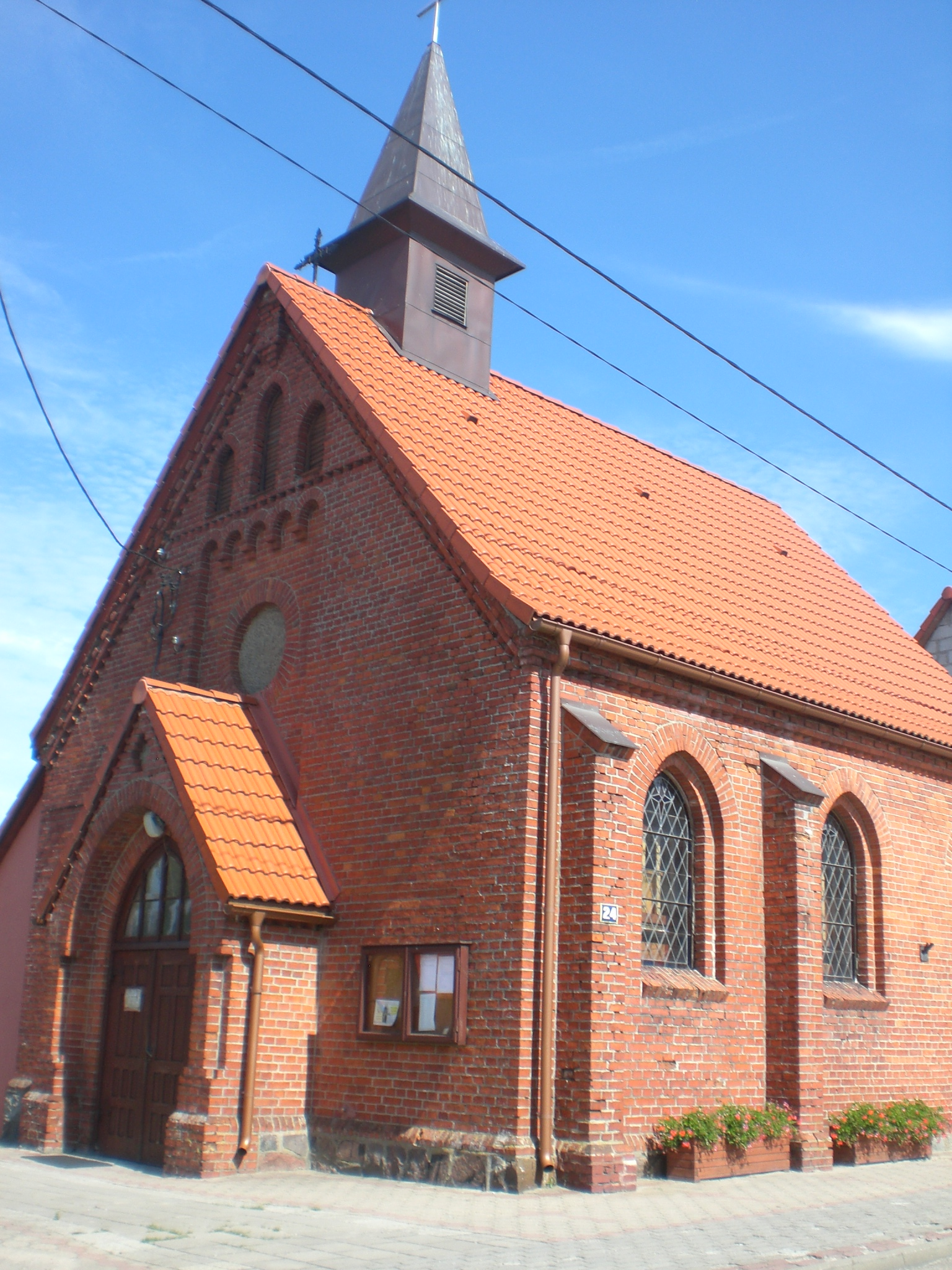
Dorfkirche (2018)

### Kirchspiel bis 1945
Die vor 1945 in Stüdnitz anwesenden Dorfbewohner gehörten mehrheitlich der römisch-katholischen Konfession an. Unter den 407 Einwohnern des Jahres 1925 befanden sich 257 Katholiken, 149 Protestanten und ein Jude. Das katholische Kirchspiel, das ursprünglich evangelisch gewesen war und dann 1637 im Rahmen der Gegenreformation zum Katholizismus konvertierte, war eine Filiale des Kirchspiels von Bernsdorf. 
Das evangelische Kirchspiel von Stüdnitz war eine Filiale von Sommin. Der Gottesdienst wurde in der Kapelle inmitten des Dorfplatzes abgehalten, die 1890 aus Backstein erbaut worden war. Die Kapelle hat die Innenabmessungen 8,40 Meter mal 7,50 Meter. Der separate Glockenstuhl, der auf dem östlichen Teil des Kirchplatzes steht, war mit zwei Stahlglocken ausgerüstet worden. Die Glocken mit einem Durchmesser von 62 Zentimetern bzw. 57 Zentimetern waren vom Bochumer  Verein gegossen worden.

### Polnisches Kirchspiel seit 1945
Die seit 1945 und Vertreibung der einheimischen Dorfbewohner anwesende polnische Einwohnerschaft ist überwiegend katholisch. Das polnische katholische Kirchspiel ist in Stüdnitz.

## Verkehr
Durch den Ort führt die Verbindungsstraße Miastko – Danzig (Rummelsburg – Danzig).

## Landgemeinde
Die heutige Landgemeinde umfasst 175,96 km².